# Usia carmelitensis
Usia carmelitensis är en tvåvingeart som beskrevs av Becker 1906. Usia carmelitensis ingår i släktet Usia och familjen svävflugor. Inga underarter finns listade i Catalogue of Life.